# Numero cabtaxi
In matematica, l'n-esimo numero cabtaxi, solitamente indicato con Cabtaxi(n), rappresenta il più piccolo intero positivo che può essere scritto in n modi come somma di due cubi positivi o negativi o pari a 0. Questi numeri esistono per ogni n (dato che i numeri taxicab esistono per ogni n); tuttavia, se ne conoscono solo 10 (sequenza A047696 dell'OEIS):
{\displaystyle {\begin{matrix}\mathrm {Cabtaxi} (1)&=&1&=&1^{3}\pm 0^{3}\end{matrix}}}
{\displaystyle {\begin{matrix}\mathrm {Cabtaxi} (2)&=&91&=&3^{3}+4^{3}\\&&&=&6^{3}-5^{3}\end{matrix}}}
{\displaystyle {\begin{matrix}\mathrm {Cabtaxi} (3)&=&728&=&6^{3}+8^{3}\\&&&=&9^{3}-1^{3}\\&&&=&12^{3}-10^{3}\end{matrix}}}
{\displaystyle {\begin{matrix}\mathrm {Cabtaxi} (4)&=&2741256&=&108^{3}+114^{3}\\&&&=&140^{3}-14^{3}\\&&&=&168^{3}-126^{3}\\&&&=&207^{3}-183^{3}\end{matrix}}}
{\displaystyle {\begin{matrix}\mathrm {Cabtaxi} (5)&=&6017193&=&166^{3}+113^{3}\\&&&=&180^{3}+57^{3}\\&&&=&185^{3}-68^{3}\\&&&=&209^{3}-146^{3}\\&&&=&246^{3}-207^{3}\end{matrix}}}
{\displaystyle {\begin{matrix}\mathrm {Cabtaxi} (6)&=&1412774811&=&963^{3}+804^{3}\\&&&=&1134^{3}-357^{3}\\&&&=&1155^{3}-504^{3}\\&&&=&1246^{3}-805^{3}\\&&&=&2115^{3}-2004^{3}\\&&&=&4746^{3}-4725^{3}\end{matrix}}}
{\displaystyle {\begin{matrix}\mathrm {Cabtaxi} (7)&=&11302198488&=&1926^{3}+1608^{3}\\&&&=&1939^{3}+1589^{3}\\&&&=&2268^{3}-714^{3}\\&&&=&2310^{3}-1008^{3}\\&&&=&2492^{3}-1610^{3}\\&&&=&4230^{3}-4008^{3}\\&&&=&9492^{3}-9450^{3}\end{matrix}}}
{\displaystyle {\begin{matrix}\mathrm {Cabtaxi} (8)&=&137513849003496&=&22944^{3}+50058^{3}\\&&&=&36547^{3}+44597^{3}\\&&&=&36984^{3}+44298^{3}\\&&&=&52164^{3}-16422^{3}\\&&&=&53130^{3}-23184^{3}\\&&&=&57316^{3}-37030^{3}\\&&&=&97290^{3}-92184^{3}\\&&&=&218316^{3}-217350^{3}\end{matrix}}}
{\displaystyle {\begin{matrix}\mathrm {Cabtaxi} (9)&=&424910390480793000&=&645210^{3}+538680^{3}\\&&&=&649565^{3}+532315^{3}\\&&&=&752409^{3}-101409^{3}\\&&&=&759780^{3}-239190^{3}\\&&&=&773850^{3}-337680^{3}\\&&&=&834820^{3}-539350^{3}\\&&&=&1417050^{3}-1342680^{3}\\&&&=&3179820^{3}-3165750^{3}\\&&&=&5960010^{3}-5956020^{3}\end{matrix}}}
{\displaystyle {\begin{matrix}\mathrm {Cabtaxi} (10)&=&933528127886302221000&=&77480130^{3}-77428260^{3}\\&&&=&41337660^{3}-41154750^{3}\\&&&=&18421650^{3}-17454840^{3}\\&&&=&10852660^{3}-7011550^{3}\\&&&=&10060050^{3}-4389840^{3}\\&&&=&9877140^{3}-3109470^{3}\\&&&=&9781317^{3}-1318317^{3}\\&&&=&9773330^{3}-84560^{3}\\&&&=&8444345^{3}+6920095^{3}\\&&&=&8387730^{3}+7002840^{3}\end{matrix}}}
Cabtaxi(5), Cabtaxi(6) e Cabtaxi(7) vennero trovati da Randall L. Rathbun; Cabtaxi(8) fu invece scoperto da Daniel J. Bernstein; Cabtaxi(9) venne scoperto da Duncan Moore, utilizzando il metodo di Bernstein; Cabtaxi(10) fu invece riportato come un maggiorante da Christian Boyer nel 2006, mentre fu verificato come un numero cabtaxi da Uwe Hollerbach, e riportato nella lista principali del NMBRTHRY il 16 maggio 2008.